# (19517) Robertocarlos
(19517) Robertocarlos est un astéroïde de la ceinture principale.

## Description
(19517) Robertocarlos est un astéroïde de la ceinture principale. Il fut découvert le 18 septembre 1998 à La Silla par Eric Walter Elst. Il présente une orbite caractérisée par un demi-grand axe de 2,67 UA, une excentricité de 0,14 et une inclinaison de 7,6° par rapport à l'écliptique.

## Compléments